# François Dieussart

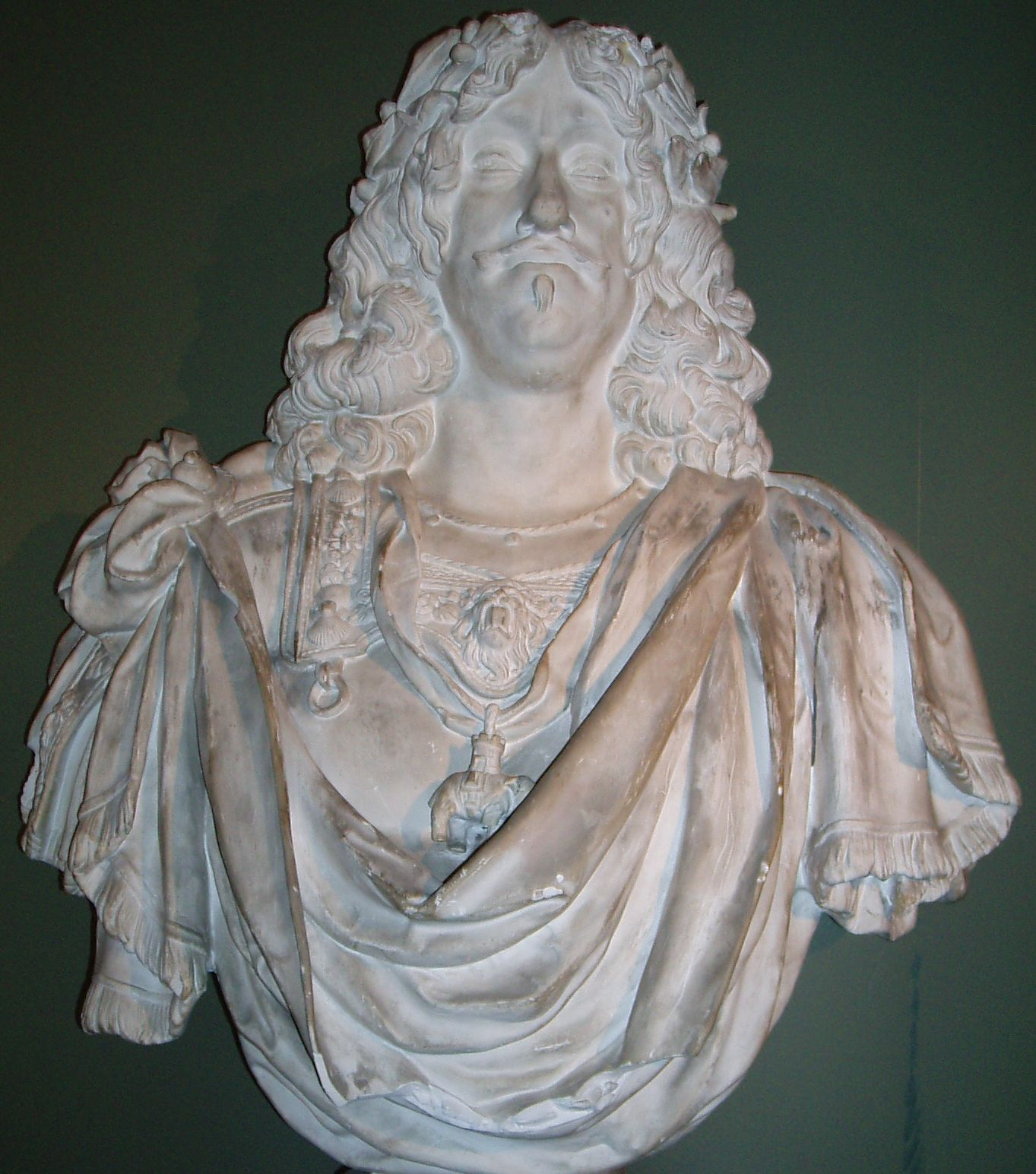
Buste de Frédéric III de Danemark.

François Dieussart (aussi Frans ; né à Armentières vers 1600 et mort à Londres en 1661) est un sculpteur wallon qui travaille pour des mécènes de cour en Angleterre et dans le nord de l'Europe où il produit des portraits en buste à la manière italienne.

## Œuvres
Il est probablement déjà actif au moment où il arrive à Rome en début de sa vingtaine. Il apparaît dans une entrée de 1622 dans un organisme de bienfaisance géré par l'église Saint-Julien-des-Flamands et en devient le directeur en 1630. Il est invité en Angleterre par le comte d'Arundel en 1636 et s'y fait une réputation avec la construction d'un magnifique ostensoir mécanique de 12,2 m de haut pour la chapelle de la reine Marie Henriette à Somerset House.
Le Saint-Jean-Baptiste embrassant le pied de l'Enfant Jésus de l'église de Saint-Martin de Ré lui a été attribué par Françoise de La Moureyre.
Son buste de Charles Ier, probablement commandé par Arundel, se trouve au château d'Arundel. Un autre portrait en buste de Charles Ier au château de Windsor, peut-être par Thomas Adye ou Francis Bird (en) (c. 1737-44) est supposé être dérivé d'un buste maintenant perdu par Dieussart.
Il est mentionné dans un poème de Cornelis de Bie dans son recueil Het Gulden Cabinet comme étant un sculpteur de cour pour les Stuart en Angleterre. Selon le RKD il apprend son métier à Rome auprès de François Duquesnoy.
Il est à la base de la transformation d'un moulin à eau en première résidence du Palais Sorgenfri au Danemark.